# Pritzkerova nagrada
Pritzkerova nagrada je godišnja nagrada koja se dodjeljuje na području arhitekture. To je najznačajnija arhitektonska nagrada u cijelom svijetu. Dodjeljuje se arhitektima čiji rad predstavlja kombinaciju kvalitete talenta, vizije i angažiranosti te čiji rad doprinosi čovječanstvu i izgradnji okoliša kroz umjetnost arhitekture. Bazirana je na principu Nobelove nagrade i generalno se smatra kao "Nobelova nagrada za arhitekturu".
Pritzkerova nagrada je prvi puta dodijeljena 1979., a osnivač te nagrade je Jay A. Pritzker. Prvi dobitnik Pritzkerove nagrade bio je Philip Johnson iz SAD-a. Arhitekt koji pobijedi na dodijeli Pritzkerove nagrade dobije novčanu nagradu od 100.000 američkih dolara, koju osigurava obitelj Pritzker.

## Dobitnici
- 1979. Philip Johnson (SAD)
- 1980. Luis Barragán (Meksiko)
- 1981. James Stirling (Ujedinjeno Kraljevstvo)
- 1982. Kevin Roche (SAD)
- 1983. Ieoh Ming Pei (SAD)
- 1984. Richard Meier (SAD)
- 1985. Hans Hollein (Austrija)
- 1986. Gottfried Böhm (Njemačka)
- 1987. Kenzo Tange (Japan)
- 1988. Gordon Bunshaft (SAD) i Oscar Niemeyer (Brazil)
- 1989. Frank Gehry (Kanada)
- 1990. Aldo Rossi (Italija)
- 1991. Robert Venturi (SAD)
- 1992. Álvaro Siza Vieira (Portugal)
- 1993. Fumihiko Maki (Japan)
- 1994. Christian de Portzamparc (Francuska)
- 1995. Tadao Ando (Japan)
- 1996. Rafael Moneo (Španjolska)
- 1997. Sverre Fehn (Norveška)
- 1998. Renzo Piano (Italija)
- 1999. Norman Foster (Ujedinjeno Kraljevstvo)
- 2000. Rem Koolhaas (Nizozemska)
- 2001. Jacques Herzog i Pierre de Meuron (Švicarska)
- 2002. Glenn Murcutt (Australija)
- 2003. Jørn Utzon (Danska)
- 2004. Zaha Hadid (Ujedinjeno Kraljevstvo / Irak)
- 2005. Thom Mayne (SAD)
- 2006. Paulo Mendes da Rocha (Brazil)
- 2007. Richard Rogers (Ujedinjeno Kraljevstvo)
- 2008. Jean Nouvel (Francuska)
- 2009. Peter Zumthor (Švicarska)
- 2010. Kazujo Seđima i Rjue Nišizava (Japan)
- 2011. Eduardo Souto de Moura (Portugal)
- 2012. Wang Shu (Kina)
- 2013. Toyo Ito (Japan)
- 2014. Shigeru Ban (Japan)
- 2015. Frei Otto (Njemačka)
- 2016. Alejandro Aravena (Čile)
- 2017. Rafael Aranda i Ramón Vilalta (Španjolska)
- 2018. B. V. Doshi (Indija)
- 2019. Arata Isozaki (Japan)
- 2020. Yvonne Farrell i Shelley McNamara (Irska)
- 2021. Anne Lacaton i Jean-Philippe Vassal (Francuska)
- 2022. Diébédo Francis Kéré (Burkina Faso / Njemačka)
- 2023. David Chipperfield (Ujedinjeno Kraljevstvo)
- 2024. Riken Yamamoto (Japan)

## Vanjske poveznice
- Službena stranica (engl.)